# Dorfkirche Netzow

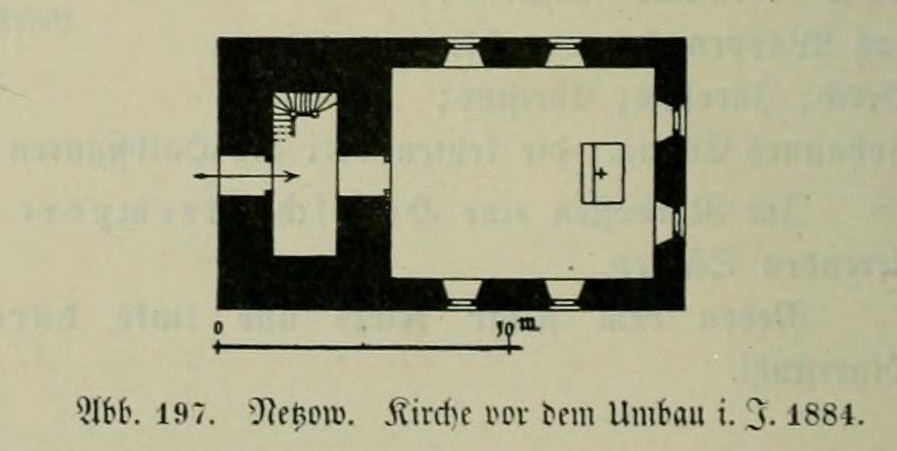
Grundriss vor der Erweiterung 1884

Die evangelische Dorfkirche Netzow ist eine spätgotische Feldsteinkirche in Netzow, einem Ortsteil von Plattenburg (Landkreis Prignitz) in Brandenburg. Sie gehört zum Pfarrsprengel Glöwen-Schönhagen im Kirchenkreis Prignitz der Evangelischen Kirche Berlin-Brandenburg-schlesische Oberlausitz.

## Lage
Die Kreisstraße 7003 führt von Westen kommend in südöstlicher Richtung durch den Ort. Sie spannt im historischen Dorfkern einen Dorfanger auf. Dort steht die Kirche auf einem Grundstück, das mit einer Mauer eingefriedet ist.

## Geschichte

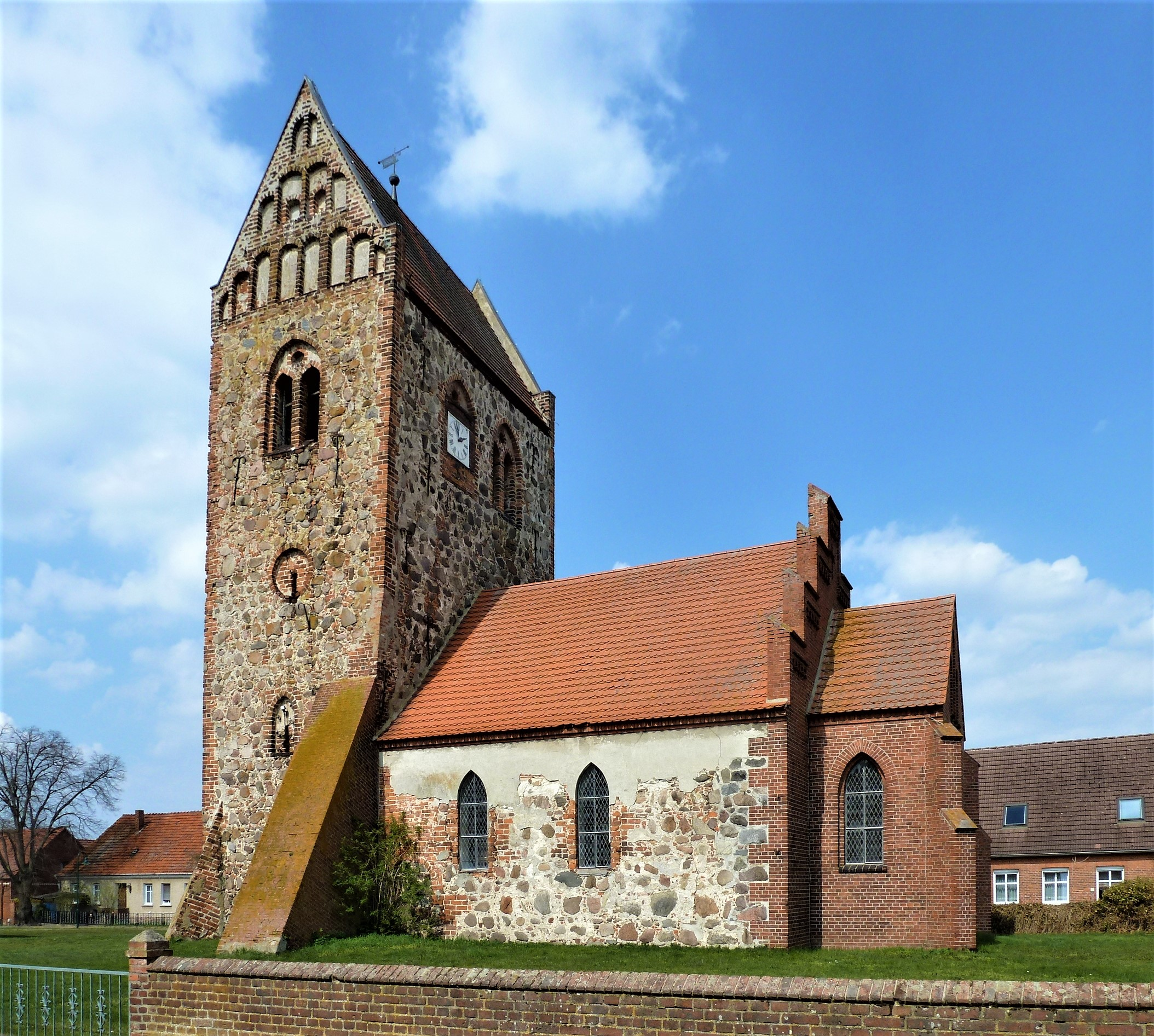
Dorfkirche in Netzow, Blick von Süden

Von 1344 bis zur Säkularisation im Jahr 1819 gehörte das Dorf Netzow dem Domkapitel Havelberg, welches auch den Bau der spätgotischen Dorfkirche im späten 15. Jahrhundert veranlasste. Nahezu unverändert aus der Erbauungszeit stammt der westriegelartige querrechteckige Westturm aus Feldstein mit Backsteinecken. Um den Turm abzustützen, wurden ihm in späterer Zeit mehrfach Strebepfeiler angefügt.
1884 erfolgte eine Erweiterung der Kirche nach Osten um einen eingezogenen rechteckigen Chorraum. Der ehemaligen Abschlusswand im Osten wurde 1886 ein neugotischer Stufengiebel aufgesetzt.
2008 wurde die Kirche als Drehort in dem Spielfilm Das weiße Band – Eine deutsche Kindergeschichte von Michael Haneke genutzt. Die Produktionsfirma des Films unterstützte die dringende Sanierung des gefährdeten Turms mit 10.000 €. Wegen statischer Schäden können seit 2011 die Glocken nicht mehr geläutet werden. Sie sind mit dem Mauerwerk fest verbunden und versetzten somit den gesamten Turm in Schwingungen. Im Jahr 2022 sind umfangreiche Instandsetzungsarbeiten geplant. Neben der Entkopplung des Glockenstuhls müssen Stahlanker erneuert, Risse verfüllt und Beulen im Mauerwerk beseitigt werden.

## Ausstattung
Die Kirchenausstattung bestehend aus Kanzel, Gestühl und Westempore ist von der neugotischen Umgestaltung Ende des 19. Jahrhunderts geprägt. Auf der Empore steht eine Orgel, die Albert Hollenbach im Jahr 1887 errichtete. Im Turm befinden sich zwei Stahlglocken aus den 1920er Jahren, die zwei bronzene Glocken ersetzten, die im Zuge einer Metallspende des deutschen Volkes im Ersten Weltkrieg abgegeben wurden und verloren gingen.